# شکربوته سرخ
شکربوته سرخ (نام علمی: Protea grandiceps) نام یک گونه از سرده شکربوته‌ها است.